# Détecteur de coup de feu

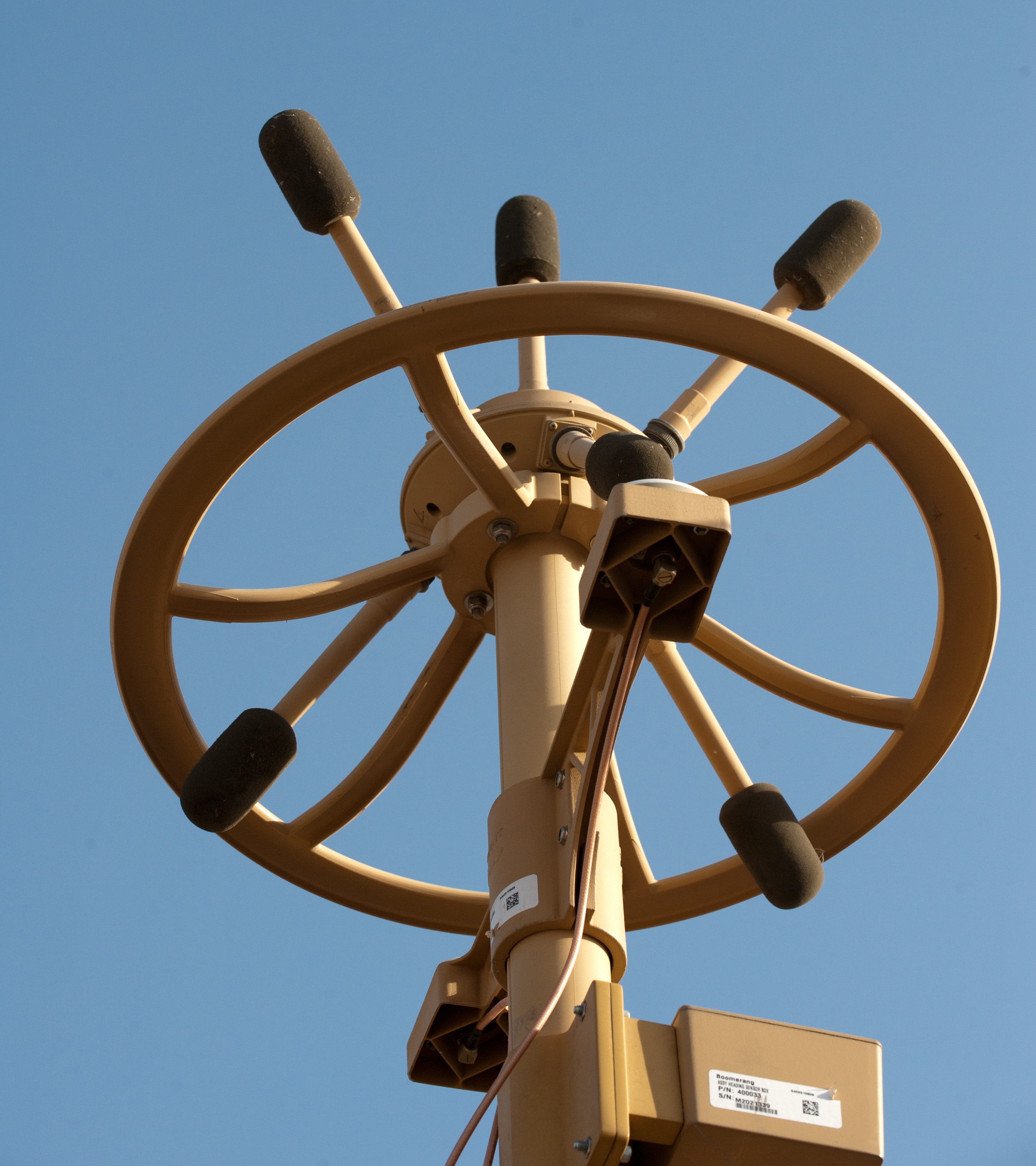
Détecteur de coup de feu « Boomerang 3 » utilisé par l'armée britannique en Afghanistan.

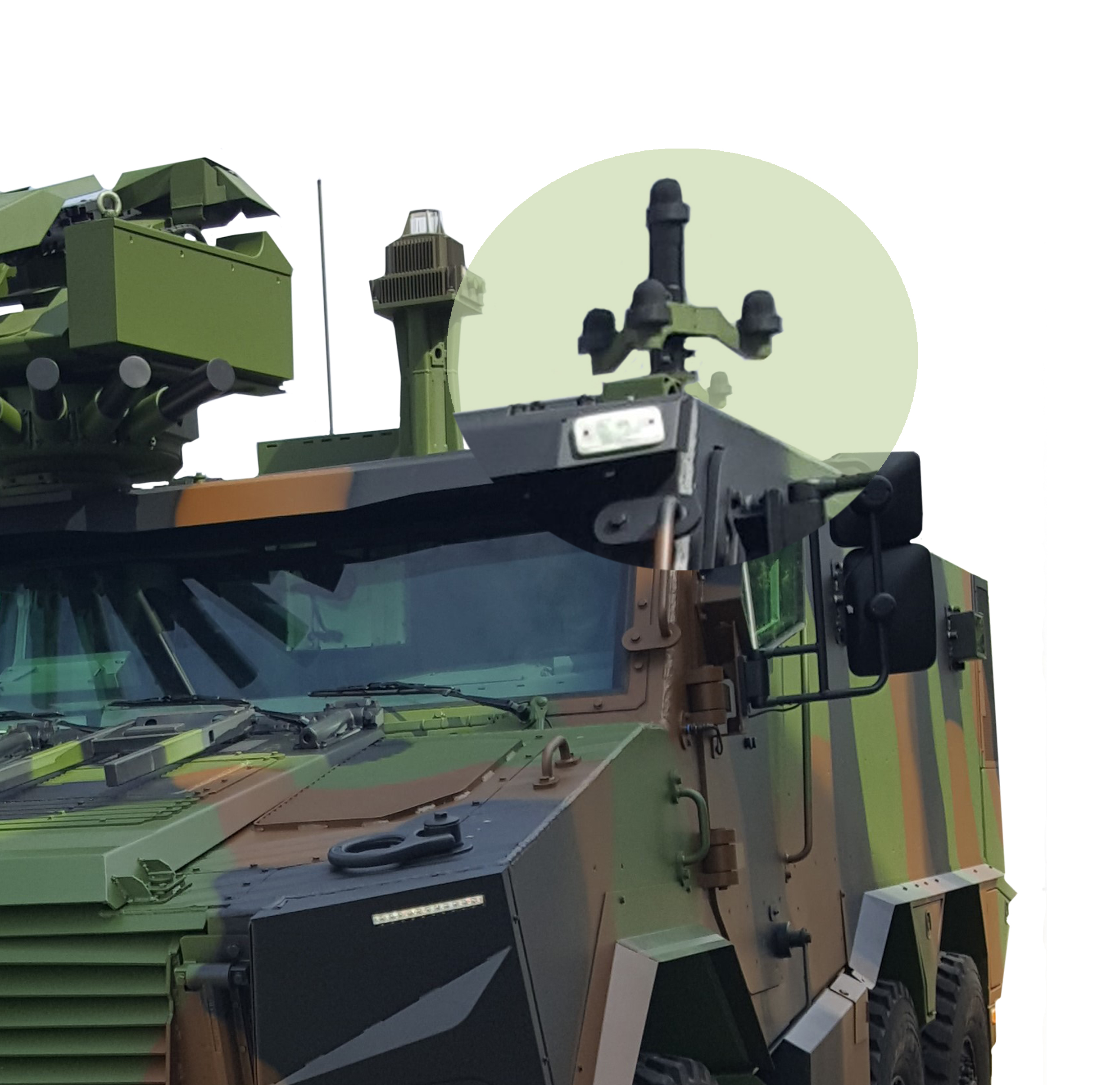
Détecteur de départ de coups PILAR V de Metravib Defence, sur un VBMR Griffon

Un détecteur de coup de feu est une forme de détecteur acoustique directionnel, qui est un appareil acoustique indiquant la provenance d'un coup de feu en repérant et en analysant la détonation.

## Histoire
La détermination de l'origine d'un coup de feu ou de la détonation d'une pièce d'artillerie fut conçue avant la Première Guerre mondiale et utilisée durant celle-ci.
Au début des années 1990, la région de East Palo Alto et l'est de Menlo Park en Californie connurent une multitude de crimes liés au trafic de drogue. En 1992, 42 homicides eurent lieu, la transformant en capitale du crime aux États-Unis. La même année, John C. Lahr, un séismologue du United States Geological Survey, proposa à la police de développer un appareillage approprié, inspiré de la sismologie.
La technologie ShotSpotter est utilisée par exemple à Boston depuis 2007. Cependant ce type d'installation a été abandonné par la ville de San Antonio en raison du faible nombre d'arrestations qu'il a permis et de son coût élevé
Dans le domaine militaire, ces détecteurs permettent de localiser les tirs de petit calibre jusqu'au canon de 30 mm, de mortiers et de roquettes.
Il existe des systèmes tels que le HALO, couplés à une station d'analyse météo, qui permettent de détecter et localiser tout tir d'artillerie en approchant l'efficacité des radar de contre-batterie (1% d'erreur à 15 km selon le fabricant et selon la météo), et à une distance limitée (20 km pour un canon de 155 mm selon le fabricant et selon la météo). Ils peuvent être couplés avec un radar, qui ne sera allumé qu'en cas de départ de coup détecté en acoustique,.